# Rezső Nyers
Rezső Nyers (21 de marzo de 1923, Budapest - 22 de junio de 2018, íd.) fue un político y economista húngaro que se desempeñó como ministro de Finanzas de Hungría de 1960 a 1962. Durante unos meses en 1989, fue el último líder comunista del país.

## Carrera política
Rezső Nyers nació el 21 de marzo de 1923 como hijo de Rezső Nyers, Sr. (1898-1956), quien fue el último alcalde de Kispest. Después de que pasó a formar parte de Budapest en 1950, continuó su cargo como presidente del consejo del distrito 19. Su madre fue la tejedora Julianna Nagy (1899-1973). Hasta 1944, Nyers trabajó como impresor. Se unió al Partido Socialdemócrata de Hungría (SZDP, por sus siglas en húngaro) en 1940. En 1948, el SZDP se vio obligado a fusionarse con los comunistas en el Partido de los Trabajadores Húngaros (MDP), que era esencialmente un partido comunista ampliado y renombrado. Nyers se desempeñó como miembro suplente de la Dirección Central del partido fusionado. De 1948 a 1953 se desempeñó como diputado de la Asamblea Nacional de Hungría. Fue nombrado jefe de un departamento del Ministerio de Comercio Interior. En este mismo año inició sus estudios en la Universidad de Ciencias Económicas Karl Marx. En 1954, fue elegido miembro de la Dirección Central. Durante el gabinete de András Hegedüs ocupó brevemente el cargo de ministro de Industria Alimentaria. En 1957, un año después de que el MDP se reorganizara como Partido Socialista Obrero Húngaro (MSZMP), Nyers fue nombrado miembro del Comité Central, permaneciendo como miembro hasta 1989. También fue miembro de la Asamblea Nacional de 1958 a 1989. Después de la Revolución húngara de 1956, Nyers también votó a favor de la pena de muerte para Imre Nagy. En 1968, Nyers elaboró el paquete de reformas económicas, el Nuevo Mecanismo Económico, con el primer ministro Jenő Fock. Después del fracaso de las reformas (debido al fortalecimiento de los marxistas ortodoxos), quedó en gran medida eclipsado y perdió influencia política durante décadas.
Nyers fue designado para el puesto de director del Instituto Económico de la Academia Húngara de Ciencias en 1974. Como resultado, renunció a todos sus cargos políticos (excepto el Comité Central del MSZMP). Se convirtió en presidente del Comité Editorial de Közgazdasági Szemle en 1976. Se desempeñó como presidente del Comité de Reforma de la Asamblea Nacional desde 1987. En 1987 se convirtió en miembro del gobierno como ministro de Estado. En el verano de 1988, el secretario general Károly Grósz anunció que tenía la intención de dimitir de su cargo de primer ministro para concentrarse por completo en la organización del partido. A diferencia de la práctica anterior, nominó a cuatro candidatos, incluido Nyers, para el puesto y consultar con los comités de condados del partido, los sindicatos y el Frente Popular Patriótico. Como Grósz era consciente de la desastrosa situación económica y de la inminente insolvencia, también se incluyó a Miklós Németh, que había ganado su reputación gracias a sus conocimientos económicos. Finalmente, Nyers, de 66 años, se retiró de la candidatura en favor de Németh, que prestó juramento el 24 de noviembre de 1988. Para entonces, Nyers se había convertido en uno de los miembros más destacados de una facción de reformadores radicales que querían deshacerse del partido comunista. sistema en favor de una economía de mercado. Otros miembros de esta facción incluyeron a Németh, su colega ministro de Estado Imre Pozsgay y el ministro de Relaciones Exteriores Gyula Horn.
El 26 de junio de 1989, Nyers fue elegido presidente del MSZMP, presidiendo una presidencia colectiva de cuatro miembros que reemplazó al politburó. Nyers fue elegido por aproximadamente el 78-80 por ciento de los 1.256 delegados al congreso del partido. En esta posición, Nyers ahora superaba en rango a Grósz, convirtiéndolo así efectivamente en el líder de Hungría. Otros miembros de la presidencia colectiva fueron Grósz, Németh y Pozsgay. En ese momento, el MSZMP ya no era un partido marxista-leninista. En su congreso final el 7 de octubre de 1989, el MSZMP votó a favor de autodisolverse y refundarse como Partido Socialista Húngaro (MSZP), con Nyers como su primer presidente. Fue elegido diputado en las elecciones parlamentarias de 1990, en las que los socialistas fueron derrotados y obtuvieron sólo 33 escaños. Nyers dimitió como presidente poco después y fue sucedido por Gyula Horn. Permaneció en el parlamento hasta su retiro de la política en 1998.

## Vida posterior
En 2011 surgió la cuestión de las elevadas pensiones estatales de los exlíderes comunistas y de los altos funcionarios. Su nombre aparecía en la lista de Heti Válasz, así como los nombres de Béla Biszku y György Lázár. Finalmente, el Tribunal Metropolitano de Administración y Trabajo le retiró su complemento de pensión en diciembre de 2013.
En noviembre de 2014, el diputado de Jobbik Előd Novák presentó un informe contra Nyers acusándolo de incitación al asesinato, detención ilegal e instigación. Según Novák, Nyers, como miembro del Comité Central del MSZMP, jugó un papel importante en las ejecuciones de Imre Nagy y otros políticos tras la Revolución húngara de 1956. El 31 de diciembre de 2014, la Fiscalía Metropolitana rechazó la acusación en ausencia de un delito. Nyers murió el 22 de junio de 2018 a la edad de 95 años después de una breve enfermedad.

## Vida personal
Nyers se casó con la historiadora Ilona Witz en 1946. Ella murió en 1988. Nyers tiene un hijo, Rezső Nyers Jr., quien se desempeñó como director gerente del Banco Nacional de Hungría.

## Obras
- Szövetkezetek a magyar népi demokráciában (1959)
- A műszaki fejlesztés szerepe gazdaságpolitikánkban (1964)
- Gazdaságpolitikánk és a gazdasági mechanizmus reformja (1968)
- 25 kérdés és válasz gazdaságpolitikai kérdésekről (1969)
- A szocialista gazdasági integráció elvi és gyakorlati kérdései (1969)
- A jövedelmezőség és a jövedelemelosztás problémái hazánkban (1970)
- Szövetkezetpolitikánk kérdései (1970)
- Népgazdaságunk a szocializmus építésének útján (1970)
- Útkeresés – reformok (1988)
- Beszélgetések (with Tibor Huszár, 2004)